# Олокау
Олокау (валенс. Olocau, ісп. Olocau) — муніципалітет в Іспанії, у складі автономної спільноти Валенсія, у провінції Валенсія. Населення — 1482 особи (2010).

## Географія
Муніципалітет розташований на відстані близько 280 км на схід від Мадрида, 28 км на північний захід від Валенсії.

## Демографія
Динаміка населення (INE ):

## Галерея зображень

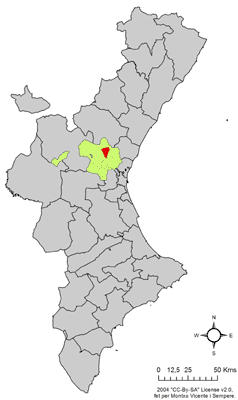
Розташування муніципалітету Олокау у автономній спільноті Валенсія
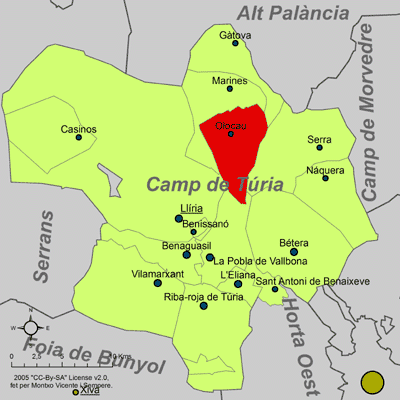
Розташування муніципалітету Олокау у комарці Кампо-де-Турія